# Old Tjikko
El Old Tjikko es una pícea de Noruega de 9558 años de antigüedad, ubicado en el Parque nacional de Fulufjället, Provincia de Dalarna en Suecia. Old Tjikko es el árbol clonado más antiguo del mundo. Sin embargo, hay muchos ejemplos de colonias clonales (múltiples árboles conectados por un sistema de raíces comunes) mucho más antiguas, como "Pando", que se estiman unos 80 000 años de edad.
La edad del árbol fue determinada por un test de datación por radiocarbono del sistema de raíces debajo del árbol, no por dendrocronología, es decir contar los anillos del árbol. El tronco en sí mismo se calcula que tiene unos pocos cientos de años, pero el árbol como un todo ha sobrevivido por mucho más debido a un proceso llamado acodo (cuando una rama cae al suelo y se producen nuevas raíces), o esqueje (cuando el tronco muere pero el sistema de raíces permanece, puede aparecer un nuevo tallo).
El árbol no clonal vivo más antiguo, se llama "Gran Abuelo", un alerce patagónico que se encuentra en el Parque Nacional Alerce Costero, en la Región de Los Ríos, Chile. Se estima que tiene más de 5400 años. Luego le seguiría Prometeo, verificado por dendrocronología, tenía unos 5000 años de antigüedad antes de ser talado en 1964 (otro árbol dentro del récord es "Matusalén" (4847)). Ambos árboles son pinos longevos ubicados en California. La clonación vegetal o reproducción asexual es común en muchas plantas, como la gobernadora. Muchas otras plantas toman ventaja de este proceso tanto exclusivamente como en conjunto con la reproducción sexual, pero calcular la edad de estos organismos puede no ser posible sin evidencia como raíces viejas, restos antiguos, o rangos de desarrollo consistente.

## Descubrimiento y detalles
Se estima que el Old Tjikko tiene por lo menos 9550 años, convirtiéndolo en el individuo vegetal clonado más antiguo del mundo. Tiene 5 metros de alto y se ubica en el Parque nacional de Fulufjället, Provincia de Dalarna en Suecia. Por miles de años, el árbol permaneció en forma de arbusto debido a las condiciones extremas del ambiente en el que vive. Durante el calentamiento global del último siglo, el árbol se ha desarrollado en forma normal. El hombre que lo descubrió, Leif Kullman (Profesor de fisiografía de la Universidad de Umeå, ha atribuido el desarrollo de esta planta al calentamiento global, y lo bautizó como "Old Tjikko" en homenaje a su perro.
El árbol ha sobrevivido por tanto tiempo debido al proceso de esqueje por el cual muchas especies se benefician. La parte visible del árbol es relativamente joven, pero sus raíces datan de miles de años. El tronco del árbol podrá morir y volver a crecer muchas veces, pero el sistema de raíces permanece intacto y siempre aparecerá un tallo nuevo. El tronco de Old Tjikko no vivirá más de 600 años, pero cuando el tronco muera, finalmente crecerá otro en su lugar. Además, cada invierno, la nieve empuja con su peso las ramas bajas del árbol, arrancándolas y dejándolas en el suelo donde echan raíces y sobreviven para crecer nuevamente el año siguiente en un proceso conocido como acodo. La edad del árbol fue determinada por datación por radiocarbono de sus raíces, donde se hallaron muestras de 375, 5660, 9000, y 9550 años. La datación radiocarbónica no es lo suficientemente certera como para acertar el año exacto en que el árbol nació de una semilla, pero dada la edad más antigua estimada, se calcula que ha brotado alrededor del 7550 AC. Para comparar, la invención de la escritura (y por lo tanto, el comienzo de los registros históricos) no sucedieron hasta el 4000 AC. Los investigadores encontraron cerca de 20 ejemplares de píceas de al menos 8000 años de edad en la misma zona.
Investigaciones previas consideraban que las píceas noruegas eran una especie relativamente nueva en Suecia, con teorías que postulaban que habría migrado alrededor de 2.000 años atrás. Es prácticamente imposible hallar árboles más antiguos a 10 000 años de antigüedad en Suecia porque alrededor de 11 000 años atrás, el área estaba padeciendo del último periodo glacial.  Autoridades de Conservación Natural están considerando poner una cerca alrededor del árbol para protegerlo de posibles vándalos o buscadores de trofeos.

## Acceso
Hay un pequeño sendero que conduce al árbol. Sin embargo, no está marcado dado que los guardaparques no quieren incentivar a que grandes grupos de turistas rodeen el árbol. Se puede programar una visita guiada gratuita en la entrada (Naturum) que lleva a los turistas hasta el árbol.